# Le Giornate del Cinema Muto
Le Giornate del Cinema Muto (também conhecido em língua inglesa como Pordenone Silent Film Festival) é um festival de cinema mudo realizado na cidade de Pordenone, Itália, sendo considerado o maior do mundo no gênero. Foi criado em 1981 por estudantes que esperavam levantar o moral das vítimas de um terremoto no nordeste da Itália.
Em 2006 o festival, completando bodas de prata, teve nove dias de filmes mudos com acompanhamento musical ao vivo. A cada ano um arquivo de cinema mudo de algum país que se encontrava perdido ou se desintegrando é restaurado; Naquele ano o Instituto de Cinema da Dinamarca apresentou 28 produções da Nordisk Film Company, com datas entre 1903 e 1926.

## Obras indicadas
Abaixo encontra-se uma lista de algumas obras que foram exibidas durante o festival, assim como temas envolvidos e diretores exibidos, além da mostra completa da obra de D.W. Griffith, exibidas em 12 partes, entre 1997 e 2008.
- 1999: Cinema nórdico da década de 20; Georges Méliès; Alfred Hitchcock; Erich von Stroheim
- 2000: Louis Feuillade; Vanguarda alemã; Walter Lantz,
- 2001: Napoléon (1927), filme de Abel Gance restaurado por Kevin Brownlow; Finis Terrae, de Jean Epstein; Filmes mudos japoneses
- 2002: "Funny Ladies"; Vanguarda italiana; Filmes mudos suíços; Jenő Janovics
- 2003: Merian C. Cooper e Ernest B. Schoedsack; Ivan Mozzhukhin; Filmes mudos tailandeses; Celebração do século da aviação.
- 2004: Dziga Vertov; Filmes britânicos da década de 20; The General (1927), de Buster Keaton
- 2005: Filmes mudos japoneses; André Antoine; Au Bonheur des dames, de Julien Duvivier; Flesh and the Devil, de Clarence Brown; The Scarlet Letter), de Victor Sjöström
- 2006: Silly Symphonies, de Walt Disney; filmes da Nordisk Film Company; Cabiria, de Giovanni Pastrone; Thomas H. Ince; "Cinema e magia"
- 2007: Filmes mudos alemães; René Clair; Ladislas Starevich;  Chicago, de Frank Urson; À propos de Nice, de Jean Vigo; Die Büchse der Pandora, de Georg Wilhelm Pabst